# فريتز تودت
تود فريتز (8 فبراير 1942 4 سبتمبر 1891، بفورتسهايم). مهندس ألماني نازي بارز، مؤسس منظمة تود - توفي في حادث تحطم طائرة أثناء الحرب العالمية الثانية في بولندا.
ولد في بفورتسهايم لأب يمتلك مصنعا صغيرا. درس الهندسة في كارلسروه وتخصص في الدراسات التقنية المتقدمة في الجامعة التقنية في ميونيخ.
في الحرب العالمية الأولى، خدم في البداية مع المشاة وبعد ذلك في الخط الأمامي كمراقب استطلاع في (القوات الجوية الألمانية)، وقُلّد وسام الصليب الحديدي. بعد خدمته العسكرية، أنهى دراسته في عام 1920 وانضم في البداية لشركة "غرون وبلفنجر AG، في مانهايم"، وبعد ذلك، عمل في شركة ساجر ووارنر للهندسة المدنية في 1921. انضم إلى الحزب النازي في 5 كانون الثاني 1922. في عام 1931، وصل إلى رتبة اوبر فوهرر (تعادل رتبة العقيد).
في 8 شباط 1942، بينما كان طائرته تحلق بعيدا بعد اجتماعه مع هتلر في وكر الذئب، انفجرت طائرته وتحطمت.

## روابط خارجية
- فريتز تودت على موقع IMDb (الإنجليزية)
- فريتز تودت على موقع الموسوعة البريطانية (الإنجليزية)
- فريتز تودت على موقع مونزينجر (الألمانية)
- فريتز تودت على موقع إن إن دي بي (الإنجليزية)